# 陳國棟 (香港)
陳國棟是香港私人執業精神科專科醫生，香港免費報紙《都市日報》及《AM730》 之專欄作家，亦曾為香港《太陽報》及《星島日報》撰寫專欄文章。另外亦不定期於香港電台節目《訴心事家庭》作嘉賓主持（主持人為鄧藹霖）。

## 著作
- 《醫筆秤心》（明窗出版社，2003年）
- 《心不可敗》（精英文化動力 2008年)